# 나를 너에게
《나를 너에게》는 대한민국의 가수 신지의 디지털 싱글이다. 2003년에 방영한 원피스 OST 엔딩 곡으로 사용되었지만, 음원이 정식으로 발매되지 않았다. 이후에 음원이 정식으로 발매했다.

## 수록곡
| #            | 제목                    | 작사         | 작곡         | 편곡         | 재생 시간 |
| ------------ | ----------------------- | ------------ | ------------ | ------------ | --------- |
| 1.           | 〈나를 너에게〉         | 이원희       | 박요한       | 김성태       | 3:58      |
| 2.           | 〈나를 너에게 (Inst.)〉 |              | 박요한       | 김성태       | 3:58      |
| 총 재생 시간 | 총 재생 시간            | 총 재생 시간 | 총 재생 시간 | 총 재생 시간 | 7:16      |